# Hugo Schiff
Hugo Schiff (Frankfurt am Main, 26 de abril de 1834 – Florença, 8 de setembro de 1915 (81 anos)) foi um químico alemão. Era irmão do fisiologista Moritz Schiff.